# Marque grise
Une marque grise (ou marque franche) repose sur le principe commercial de mise à disposition d'outils ou de produits en citant explicitement la marque et l'origine de l'information transmise. Ainsi, de nombreux sites Web proposent des contenus appartenant à d'autres sites. La différence réside dans le fait que l'internaute sait de manière transparente que le service fourni émane d'un acteur qui dispose d'un savoir-faire reconnu. Cette pratique commerciale permet à chaque partenaire de se développer en associant leur marque, selon le principe du « cobranding ».